# 수산양식

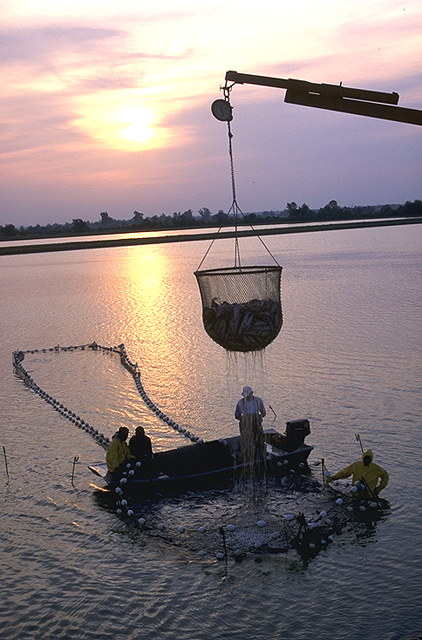

수산양식(水産養殖, 영어: Aquaculture)은 양식장에서 물고기나 해초 등을 기르는 일을 말한다.

## 종류

### 못 양식
정수식(靜水式) 양식, 지중(地中) 양식이라고도 한다. 바닥이나 못둑이 흙으로 된 상태 그대로 쓰기도 하나 콘크리트나 돌담으로 못둑을 튼튼하게 하기도 한다. 못 양식에서는 배설물 등의 정화가 자체 정화 능력에만 의존하므로 좁은 면적에 물고기를 너무 많이 넎으면 산소가 부족해지고, 배설물이 정화되지 못하여 못 바닥과 수질이 오염되므로 기르는 밀도가 낮고 따라서 면적당 생산량이 낮다.

### 유수식 양식
못에 물이 계속 흘러들어가고 나가도록 하면서 흘러들어가는 물은 산소를 공급하고, 나가는 물을 따라 배설물이 나가므로 많은 물고기를 넣어서 기를 수 있다. 이 방법은 연어·송어 등 냉수성 어류에 주로 쓰이나 잉어·은어 등 온수성 어류의 양식에도 이용된다.

### 가두리 양식
그물로 만든 가두리를 수중에 띄워 놓고 그 속에서 어류를 양식하는 방법이다. 그물코가 클수록 물의 교환이 잘 되어 산소 공급이나 배설물 처리에 유리하지만 치어를 기를 때는 그물코가 작은 것을 사용해야 하는데, 이때 그물코에 이끼가 잘 끼고 막히는 일이 많으므로 사육 결과가 좋지 않을 때가 많다. 잉어·송어·넙치·조피볼락 등 여러 종류의 양식에 이용된다.

### 순환 여과식 양식
수조 속의 같은 물을 계속 순환 여과시킴으로써 수중의 유해한 오염물질을 제거함과 동시에 용존 산소를 많게 하여 적은 수량으로 많은 물고기를 양식할 수 있다. 수족관이나 가정에서 관상용 어류를 기르는 데 쓰이던 방법을 대규모화한 것이라 볼 수 있다. 양식 생물이 배설하는 암모니아나 유기물은 수중이나 여과층에 서식하는 세균의 작용으로 무기물로 분해되고, 어류에 해로운 암모니아·아질산 등은 독성이 약한 질산염으로 변환된다. 소규모의 관상용 수조의 경우 물 속의 먼지·배설물·먹이찌꺼기 등을 수조 내에서 모래·자갈층으로 여과시키는 경우도 있지만, 대규모 양식 시설에서는 이들을 침전·분리시켜서 뽑아내어 여과조와는 별도로 처리한다. 수조 내에서 여과시키는 방법을 쓸 때 오래 사용하거나 너무 많은 어류를 수용하면 여과층이 막히는 일이 있으므로 때때로 씻어 주어 여과능력을 개선시켜야 한다. 물의 순환은 펌프에 의하며 유기물의 분해를 촉진하기 위해서는 산소를 공급해 주어야 하므로 펌프로 포기(曝氣：aeration)를 해 준다.

### 방류 재포 양식
연어와 같은 회귀성을 가진 어류는 바다에서 성장한 후 산란을 위하여 자기가 태어난 하천으로 되돌아온다. 이 성질을 이용하여 어린 종묘(種苗)를 방류한 다음, 돌아오는 성어를 잡는다. 이때 자연상태로서는 산란·부화·치어의 생존율이 낮으므로 성어 중 일부에서 알과 정자를 채취하여 인공적으로 수정·부화시켜 종묘를 만들어 방류하는 인공부화 방류를 많이 한다. 이 방법은 종묘 생산에 필요한 시설과 사료만 필요하고 성장은 자연 수계에서 이루어지므로 시설비·사료비·유지비가 적게 들지만 성어의 회귀율(回歸率)이 중요한 문제가 된다.

## 물고기의 양식시설
물고기의 양식시설은 양식하는 고기의 종류·목적·방법에 따라 시설의 구조·형태·크기가 달라진다.

### 양식지
못을 만든 경우 취수방법, 못의 크기와 수, 못의 배치와 수로의 설치 방법, 주배수구(注排水口)의 구조, 수로의 크기와 부대시설, 물을 흘려 보내는 방법, 산소의 공급법, 못의 형태, 바닥의 물매, 관리상의 배려 등을 고려한다. 양식지는 용도에 따라 친어지(親魚池)·산란지·부화지·치어지(稚魚池)·양성지(養成池)로 나뉜다. 부대시설에는 가온(加溫)·산소공급·자가발전·정수(淨水) 등의 시설이 있고 그 밖에 해산생물의 양식에는 제방·그물·뗏목·로프 등 여러 가지가 사용된다.

### 물
양식에 사용되는 물은 바닷물과 민물이다. 민물로는 냇물이나 지하수가 사용되는데 미리 물 속의 부유물을 제거한 뒤 사용한다. 물의 3요소는 수온·수량·수질이다.
수온
생물은 각각 성숙·산란을 위한 적온과 생장적온을 가진다. 성숙·산란의 적온을 벗어나면 생식소의 성숙이 진행되지 않고, 좋은 수정란을 얻을 수 없으며, 부화율도 떨어진다. 또 생장적온을 벗어나면 먹이의 섭취량이 떨어져 생장이 늦어진다. 민물의 경우 냇물은 기온의 영향을 받지만, 지하수는 연중 거의 일정 온도를 유지한다.〔수량〕 물고기에는 산소소비량이 많은 종류와 적은 종류가 있다. 산소소비량이 많은 종류는 많은 물을 필요로 하지만, 적은 종류는 적은 물로도 사육할 수 있다. 무지개송어나 은어처럼 많은 물을 필요로 하는 어종의 양식에는 수량이 중요하다. 냇물을 수원(水源)으로 하는 경우는 계절에 따라 수량에 차이가 있으며 지하수의 이용은 지반침하의 원인이 되므로 사용에 신중을 기해야 한다.
수질
물 속에는 여러 가지 물질이 녹아 있으므로 생물에 해로운 것이 녹아 있지 않은 물을 택한다. 특히 냇물이나 연안의 바닷물을 사용하는 경우 농약의 유입, 가축사육장의 유무, 도시배수, 공장폐수 등에 주의하고, 지하수인 경우 용존산소량의 부족과 용존질소량의 과잉에 주의한다.
물의 염분
물은 얼마만큼의 염분을 함유하느냐에 따라 30-35% 염분을 함유하는 해수, 하천수나 호수와 같이 염분이 거의 없는 담수, 하구 지역에서 해수와 담수가 섞인 기수로 나눌 수 있다. 어류에는 해수에서만 사는 해산어류, 담수에만 사는 담수어류, 주로 기수에서도 사는 기수어류 등이 있고, 해수와 담수를 오가는 종류도 있다. 방어·참돔·조피볼락은 해산어류이고, 잉어·메기·송어·뱀장어·은어 등은 담수어류이며, 숭어는 해산어이나 기수에서 잘 자란다. 또 연어는 담수에서 산란하지만 바다에 내려가서 살며, 뱀장어는 바다에서 산란·부화하여 담수로 올라와서 자라고, 은어는 어릴 때 바다에 내려가서 겨울을 지내고 봄에 강으로 올라와 자란다. 잉어·메기 등 여러 담수어류는 해수가 어느 정도 섞인 기수(염분 10% 이하)에서는 산란·번식이 잘 안되나 성장은 잘 된다.

## 물고기의 양식 과정
천연의 바다에서 산란·부화하여 생장한 자어나 치어를 천연종묘라 하고, 인공적으로 친어(親魚)를 사육하여 이것으로부터 얻은 자어나 치어를 인공종묘라 한다. 은어·뱀장어·숭어·방어 등의 어류와 조개류의 대부분은 천연 종묘를 사용하고, 잉어·무지개송어·참돔·보리새우·전복 등은 인공종묘를 사용한다. 인공종묘의 생산은 친어·채란·수정·부화·치어사육의 순서로 이루어진다.

### 친어
친어에는 천연친어와 양성친어가 있다. 빙어나 보리새우는 천연친어를, 무지개송어·잉어·참돔은 양성친어를 사용한다. 어류의 생식소는 일정한 시기가 되면 발육하기 시작하는데, 온대에 서식하는 것은 주기성(週期性)을 나타내며 산란기는 각각 일정한 시기에 한정되어 있다. 생식소의 성숙은 어종에 따라 다르며 일조시간과 수온의 영향을 크게 받는다. 일조시간이나 수온 등의 환경변화가 감각기를 통해 중추로 전달되면 뇌하수체는 생식선자극호르몬을 분비해서 생식소의 성숙을 촉진한다. 일조시간이 길어지는 늦겨울에서 봄에 성숙하는 잉어나 송사리를 장일형어종(長日型魚種), 일조시간이 짧아지는 가을부터 초겨울에 성숙하는 무지개송어나 은어를 단일형어종(短日型魚種)이라 한다. 금붕어나 송사리는 생식이 가능한 수온범위이면 수온이 높을수록 성숙이 빠르다. 단일형어종인 무지개송어를 짧은 일조시간으로 사육하면 성숙이 촉진되고, 긴 일조시간으로 사육하면 성숙이 억제된다. 이러한 점을 감안하여 일조시간과 수온을 알맞게 조합시켜 계획적으로 성숙을 제어하는 시도가 이루어져 성공하고 있다.

### 채란
친어에서 알을 얻는 방법에는 자연산란과 인공채란이 있다. 잉어·금붕어·참돔은 자연산란시키고, 무지개송어·은어는 인공적으로 채란한다. 인공채란을 할 경우에는 암컷의 복부를 압착하는 착출법(搾出法), 절개해서 채란하는 절개법, 복강 속에 입착공기를 불어 넣는 공기채란법이 있다.

### 수정
인공수정을 하는 물고기는 연어·무지개송어·은어·미꾸라지 등인데 인공수정은 물 속에 알을 배출시켜 정자를 뿌리는 습도법(濕導法)과 알에 정자를 뿌린 다음 물을 넣는 건도법(乾導法)이 있다. 하지만 물고기의 정자는 민물 속에서의 생존시간이 극히 짧기 때문에 습도법에 의한 수정률은 매우 낮아 요즈음은 대부분은 건도법에 의한 인공수정을 하고 있다.

### 부화
수정란은 1일-수십 일 사이에 부화하는데, 어종에 따라 다르다. 일반적으로 바다물고기는 부화까지의 일수가 짧고, 민물고기는 길다. 무지개송어의 부화 일수는 수온에 의해 좌우되는데 6℃에서는 60일, 12℃에서는 26일이 걸린다. 물고기의 부화는 수온·용존산소량, 기계적 진동, 햇빛 등의 영향으로 부화율이 떨어질 수 있으므로 주의해야 한다.

### 치어사육
부화한 자어는 난황낭을 가지며, 처음에는 먹이를 먹지 않지만 난황낭의 축소와 함께 먹이를 먹게 된다. 치어의 먹이는 크기·부용성·용해성·소화성·보존성을 고려해서 선택한다.

## 물고기의 먹이
- 산업
  - 수산업
    - 어업
    - 양식업
      - 양식장
        - 양어장 (Fish hatchery)

      - 가두리 양식
- 학문
  - 농업생태학 (Agroecology)
  - 수산학
- 악어 농장 (Crocodile farm)
- 새우 양식
- 아쿠아포닉스 (Aquaponics)

## 같이 보기
- 수산학
- 수산업